# Batman zauvijek
Batman zauvijek (eng. Batman Forever) je fantastični film Joela Schumachera iz 1995., treći iz prvog filmskog serijala o liku Batmana iz stripova DC Comicsa. U glavnim ulogama pojavljuju se Val Kilmer kao Batman, Tommy Lee Jones, Jim Carrey, Nicole Kidman i Chris O'Donnell. Batman zauvijek govori o Batmanu koji pokušava zaustaviti Dvoličnog (Jones) i Riddlera u namjeri iscrpljivanja informacija iz svih mozgova u Gotham Cityju. Batman se u ovoj pustolovini udružuje sa psihijatricom dr. Chase Meridian (Kidman) i pomoćnikom Robinom.

## Radnja
Film počinje s Batmanom koji zaustavlja talačku krizu koju je prouzročio Dvolični, alter ego fizički i emocionalno unakaženog okružnog tužitelja Harveyja Denta. Two-Face pobjegne. Edward Nygma, istraživač u Wayne Enterprises razvija uređaj koji spaja televiziju izravno u ljudski mozak. Bruce Wayne odbije napravu, a Nygma daje otkaz.
Nakon što je upoznao psihijatricu dr. Chase Meridian, Wayne je poziva na dobrotvornu cirkusku priredbu. Dvolični i njegovi pomoćnici upadaju unutra i ubijaju akrobatsku obitelj, Leteće Graysone. Najmlađi član, Dick, preživljava i spriječi eksploziju bobmbe koju je postavio Dvolični. Po svom povratku, shvati da mu je Dvolični ubio obitelj i pobjegao. Wayne preuzima odgovornost za Dicka i dopušta mu da ostane na svome imanju. Dick najavi da će ubiti Dvoličnog kako bi osvetio obitelj, a nakon što je otkrio Wayneov tajni identitet, počne inzistirati da postane njegov pomoćnik, "Robin".
U međuvremenu, Nygma je postao psihološki opsjednut Wayneom te mu počne ostavljati zagonetke. Odlučuje postati kriminalac po imenu "Riddler" i udružiti se s Dvoličnim. Nygma svojim izumom može čitati i kontrolirati ljudske misli te im ukrasti njihov kvocijent inteligencije. Nygma otkrije Wayneov tajni identitet, a Robin spasi Wayneov život. No, Dvolični i Riddler pronalaze tajnu Batmanovu špilju, unište većinu opreme i ostave zagonetku.
Riješivši zagonetku, Batman i Robin pronalaze Riddlerovu jazbinu. No, i Robin i Chase Meridian ostaju zarobljeni. Davši Batmanu izbor da spasi jedno od njih dvoje, ovaj pronalazi način kako spasiti oboje. Batman uništi napravu za skupljanje moždanih valova pritom unakazivši Riddlera. U dvoboju do smrti, Dvolični poklekne. Riddlera pošalju u umobolnicu Arkham, a Chase se počne baviti njegovim slučajem. Riddler ponudi da joj otkrije Batmanov identitet, rekavši kako je to on sam. Chase se nakon toga susretne s Batmanom vani i kaže mu da je njegova tajna sigurna s njom.

## Glumci
- Val Kilmer kao Batman / Bruce Wayne: Nakon što je pronašao očev dnevnik, počinje preispitivati svoj čin osvete. Wayne se nakon upoznavanja s dr. Chase nađe u procjepu između dvaju identiteta kao borca protiv kriminala i ektravagantnog bogataša. Nakon masakra u cirkusu, odlučuje se boriti protiv zločina.
- Tommy Lee Jones kao Dvolični / Harvey Dent: Bivši okružni tužitelj Gotham Cityja kojem je pola lica ostalo unakaženo kiselinom nakon osude moćnog kriminalca. Nakon tog događaja on postaje jedan od Batmanovih najopasnijih protivnika poznat pod imenom "Dvolični".
- Jim Carrey kao Riddler / Dr. Edward Nygma: Bivši zaposlenik u Wayne Enterprises koji biva otpušten nakon izuma opasne naprave. Postaje psihološki opsjednut Bruceom Wayneom. Počne se predstavljati kao Riddler, ostavljajući na mjestima zločina zagonetke i slagalice.
- Nicole Kidman kao Dr. Chase Meridian: Psihologinja i simpatija Brucea Waynea. Chase je fascinirana Batmanovom dvojnom prirodom. Na vrhuncu filma nalazi se u položaju dame u nevolji.
- Chris O'Donnell kao Robin / Dick Grayson: Bivši cirkuski akrobat kojeg Wayne posvaja nakon što mu je Two-Face ubio roditelje i brata. Nakon što ugleda Graysonovo traženje osvete, Wayne se prisjeti vlastitog slučaja. S vremenom otkriva tajnu špilju i saznaje Bruceov pravi identitet. U traženju osvete postaje Batmanov pomoćnik, Robin.
- Michael Gough kao Alfred Pennyworth: Vjerni batler Brucea Waynea.
- Pat Hingle kao James Gordon: Načelnik policije Gotham Cityja.
- Drew Barrymore kao Sugar: "Dobra" pomoćnica Dvoličnog.
- Debi Mazar kao Spice: "Loša" pomoćnica Dvoličnog.
- Ed Begley, Jr. kao Fred Stickley: Okrutni nadzornik Edwarda Nygme u Wayne Enterprises. Begley je ostao nepotpisan za ovu ulogu.

## Produkcija
Iako je Batman se vraća bio komercijalni uspjeh, Warner Bros. je smatrao kako je trebao zaraditi više novca. Studio je odlučio skrenuti sa serijalom u srednjostrujaške vode. Joel Schumacher je zamijenio Tima Burtona na mjestu redatelja, a Burton je odlučio ostati kao producent te podržao Schumacherov izbor. Lee i Janet Scott Batchler su tada angažirani da napišu scenarij. Akiva Goldmsan je doveden kako bi ga prepravio. Produkcija je ubrzana, a za ulogu dr. Chase Meridian angažirana je Rene Russo. Michael Keaton je odlučio da neće reprizirati ulogu Batmana jer mu se nije sviđao smjer kojim je serijal krenuo. Osim toga, odlučio je "tražiti ozbiljnije uloge" odbivši 15 milijuna dolara da se pojavi u Batman zauvijek. Nekoliko dana poslije ulogu je dobio Val Kilmer, a producenti su smatrali kako je Russo prestara za Kilmera, zamijenivši je s drugim glumicama.
Robin Wright Penn, Jeanne Tripplehorn i Linda Hamilton su bile u konkurenciji za glavnu žensku ulogu, a Penn se pokazala kao najozbiljniji izbor. Na kraju je izabrana Nicole Kidman. Robin Williams je odbio ulogu Riddlera; spominjalo se da će ju dobiti Michael Jackson, no producenti su se oglušili na te tvrdnje. Na kraju je uloga pripala Jimu Carreyju. Robin se našao u konačnom scenariju Batman se vraća, ali je s vremenom izbačen zbog prevelikog broja likova. Ulogu je dobio Marlon Wayans koji je potpisao i za Batman zauvijek. Odlučeno je da će Wayansa zamijeniti drugi glumac. Najozbiljniji kandidati bili su Leonardo DiCaprio i Chris O'Donnell, a pobijedio je potonji.
Snimanje je započelo u rujnu 1994. Rick Baker je dizajnirao šminku. John Dykstra, Andrew Adamson i Jim Rygiel bili su nadzornici specijalnih efekata, a na tom su polju pridonijeli i Boss Film Studios i Pacific Data Images. Schumacher je imao problema tijekom snimanja s Kilmerom, dok je "Jim Carrey bio džentlemen, a Tommyju Lee Jonesu je prijetio. Umoran sam od branjenja preplaćenih, privilegiranih glumaca. Nadam se da nikad više neću raditi s njima."

## Reakcije
Peter David i Alan Grant su napisali dvije posebne novelizacije filma. Dennis O'Neil je potpisao strip adaptaciju, uz ilustraciju Michala Dutkiewicza. Batman zauvijek u Americi je objavljen 16. lipnja 1995. uz zaradu u prvom vikendu od 52,784,433 dolara. Bio je to najuspješniji prvi vikend 1995. godine. Film je u Sjevernoj Americi zaradio 184,03 milijuna, 152,5 milijuna u inozemstvu, odnosno ukupno 336,53 milijuna dolara. Proglašen je financijskim uspjehom. Zaradio je više nego prethodnik Batman se vraća, a bio je drugi najuspješniji (iza Priče o igračkama) film u Sjevernoj Americi 1995. U svjetskim razmjerima je zauzeo šesto mjesto.
Prema 49 recenzija koje je prikupio filmski portal Rotten Tomatoes, 43 posto ih je bilo pozitivno, a kritičari su se složili da film, "iako razvikan, pretjerano nametljiv i često dosadan, ipak ima karizmu Jima Carreyja i Tommyja Lee Jonesa koji nude kakvo-takvo olakšanje."
Jonathan Rosenbaum nazvao je film "prikladnim za dječake od pet godina i mlađe." Peter Travers je kritizirao neukusnu komercijalizaciju filma, ali je dodao "Batman zauvijek još uvijek ima svojih trenutaka. Nema zabavnijeg proizvoda ovog ljeta koje nudi toliko iznenađenja. U scenariju nedostaje boli čovjeka kojeg muči davno ubojstvo njegovih roditelja kojeg je uhvatio Tim Burton." Brian Lowry iz Varietyja je napisao: "Morate se zapitati kakva je logika staviti bradavice na kostim od tvrde gume. Čija je to uopće bila ideja, Alfredova? Neki od digitalno stvorenih predjela Gothama su očigledno loši. Glazba Elliota Goldenthala, iako služi svrsi, ipak nije uzbudljiva kao rad Dannyja Elfmana iz prva dva filma.
Scott Beatty je smatrao kako "Tommy Lee Jones igra Harveyja Denta kao da je Joker, a ne unakaženo čudovište." Lee Bermejo nazvao je film "nepodnošljivim". Mick LaSalle je imao podijeljeno mišljenje uz zaljučak "Ovaj film se dobro nosi sa sobom, ali je vrhunac predvidljiv." James Bernardinelli, koji je iznimno hvalio prethodni film, za ovaj je rekao kako je najbolji u serijalu. "Lakši je, bistriji, zabavniji, dinamičniji i pun života za razliku od prijašnjih."
Batman zauvijek je nominiran za Oscare za najbolju fotografiju, zvuk i montažu zvuka. Pjesma "Hold Me, Thrill Me, Kiss Me, Kill Me" bila je nominirana za Zlatni globus. Film je bio nominiran i za Nagradu Saturn za najbolji fantastični film, šminku, specijalne efekte i dizajn kostima. Skladatelj Elliott Goldenthal bio je nominiran za Grammy. Film je bio nominiran za šest MTV-jevih filmskih nagrada. "Hold Me, Thrill Me, Kiss Me, Kill Me" "osvojila" je Zlatnu malinu za najgoru pjesmu.

## Vanjske poveznice
- Batman zauvijek u internetskoj bazi filmova IMDb-a
- Batman zauvijek na Rotten Tomatoes
- Batman zauvijek na Box Office Mojo